# 영파정
영파정(潁波亭)은 대한민국 전라남도 함평군 함평읍 기각리에 있는 건축물이다. 1988년 12월 21일 전라남도의 문화재자료 제168호로 지정되었다.

## 개요
세조 1년(1455) 단종의 폐위와 세조의 왕위찬탈에 벼슬을 버리고 낙향한 영파정 이안(1414∼?)이 자신의 호를 따 지은 건물이다.
처음 세운 시기는 1450∼1460년대로 추정한다. 그 후 영파정은 함평이씨 가문에서 관리해 온 것으로 보이는데 자세한 사실은 밝혀지지 않았다. 정유재란(1597) 중에 불에 타 없어진 후 영수정이란 이름으로 다시 지었으며, 1820∼1821년 사이에 군수 권복과 김상직이 현재와 같은 규모로 지었다. 그 뒤 고종 20년(1883) 크게 보수하고, 1966년 수리하여 오늘에 이르고 있다.
규모는 앞면 3칸·옆면 2칸이며, 지붕은 옆면에서 볼 때 여덟 팔(八)자 모양인 팔작지붕이다. 안쪽은 좌우측 1칸만 온돌방으로 꾸미고 나머지는 모두 마루를 깐 대청으로 설계하였다. 창문은 대청 뒷면과 옆면에 쌍여닫이를 설치하고 앞면은 3짝 모두 들어 열 수 있는 문으로 하였으나, 현재는 유리를 끼워 놓았다.

## 참고 문헌
- 영파정 - 국가유산청 국가유산포털